# Bazeilles
Bazeilles is een gemeente in het Franse departement Ardennes in de regio Grand Est en maakt deel uit van het arrondissement Sedan. De gemeente telde 2.459 inwoners op 1 januari 2022.

## Geschiedenis

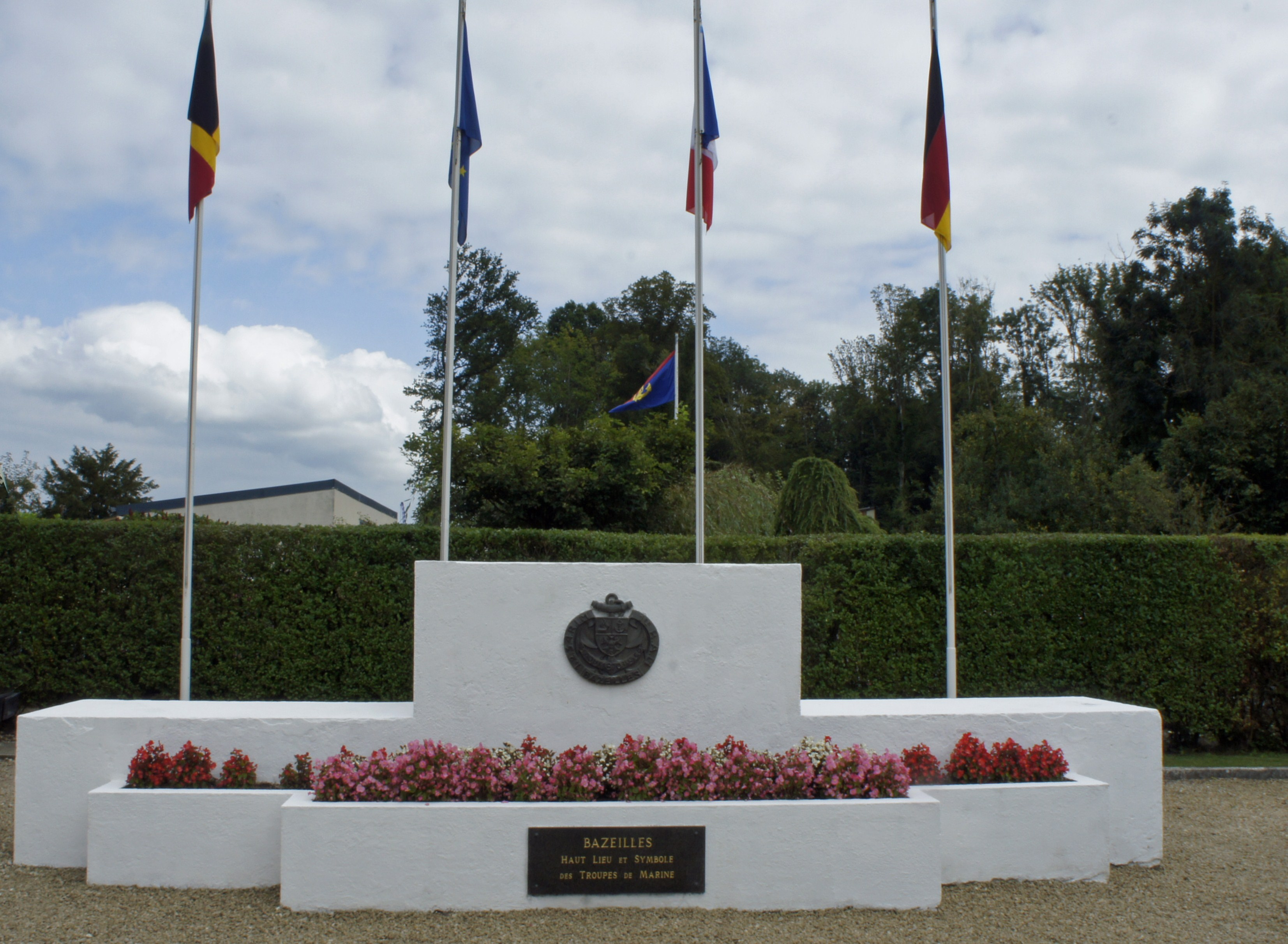
Monument voor de Franse mariniers

Bij Bazeilles werd hevig gevochten op 31 augustus en 1 september 1870 tijdens de Frans-Duitse Oorlog. Het 1e en 2e Beierse Legerkorps voerden er slag tegen de Franse Blauwe Divisie (mariniers).  De Blauwe Divisie telde 2.655 doden (een kwart van haar sterkte) en de Duitsers 7.000 man. Bekend is de scène van Les Dernières Cartouches, een schilderij van Alphonse de Neuville (1873), dat toont hoe de mariniers vochten tot de laatste patroon voor ze zich overgaven aan de Duitsers.
In de gemeente is een museum Maison de la dernière cartouche (waar het genoemde schilderij wordt tentoongesteld), een ossuarium en een monument voor de Franse mariniers.
De gemeente maakte deel uit van het kanton Sedan-Est tot het werd opgeheven op 22 maart 2015 en de gemeente werd opgenomen in het op die dag gevormde kanton Sedan-3. Op 1 januari 2017 werden de aangrenzende gemeente Rubécourt-et-Lamécourt en de daaraan grenzende gemeente Villers-Cernay opgeheven en opgenomen in de gemeente Bazeilles. Per 1 januari 2024 werd de gemeente Bazeilles uitgebreid met de gemeente La Moncelle.

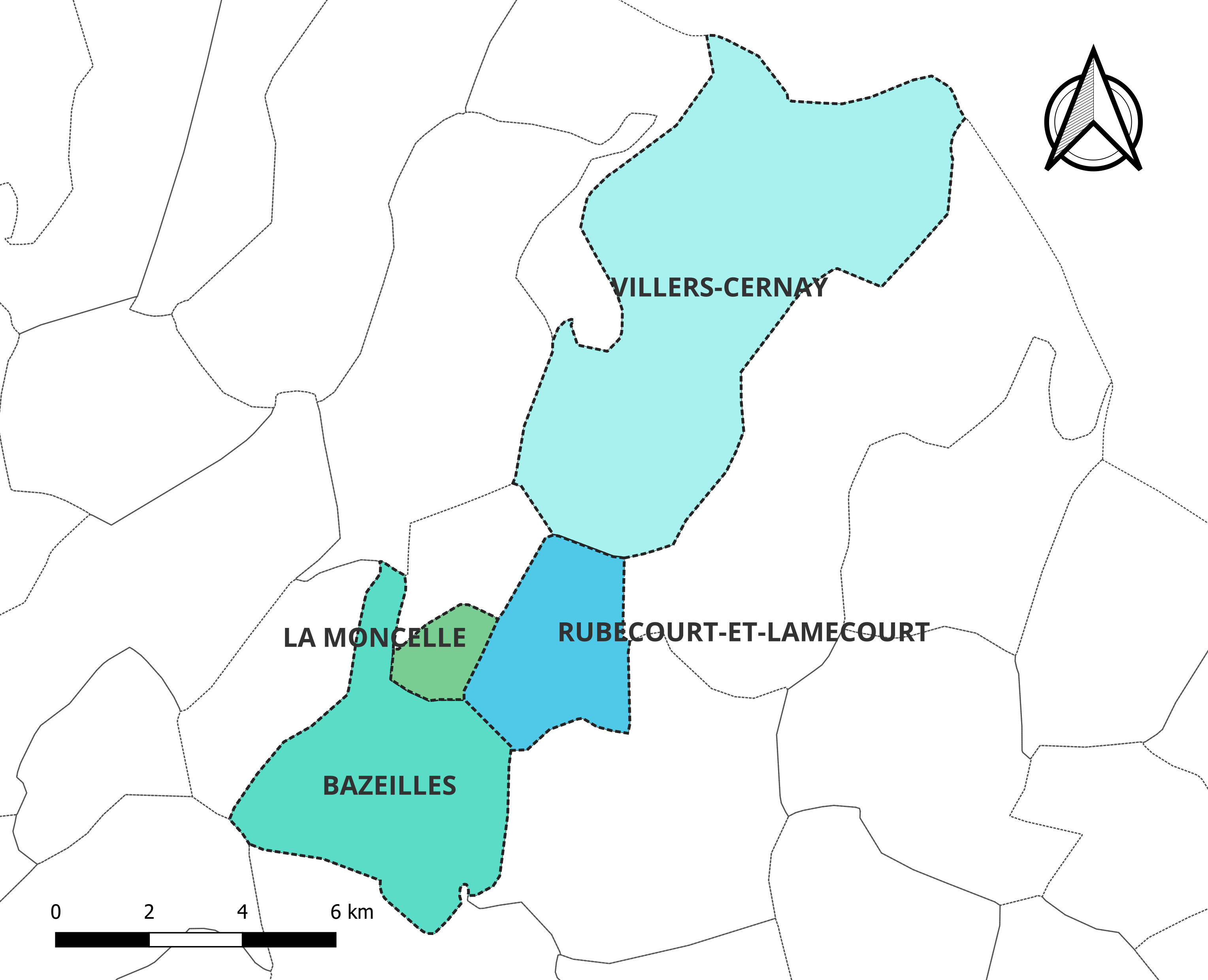
De gemeentes voor 2015
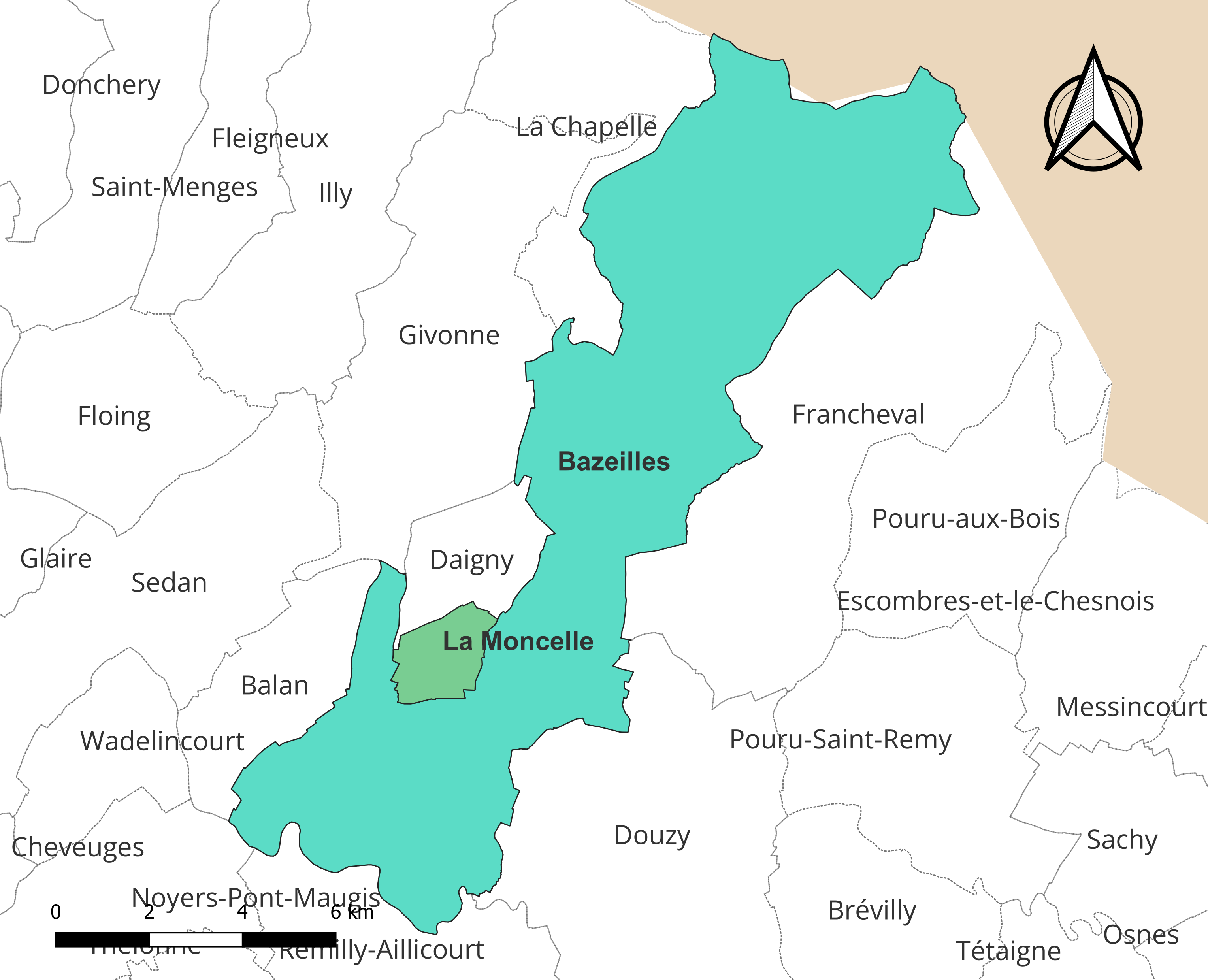
Situatie van 2015 tot 2024
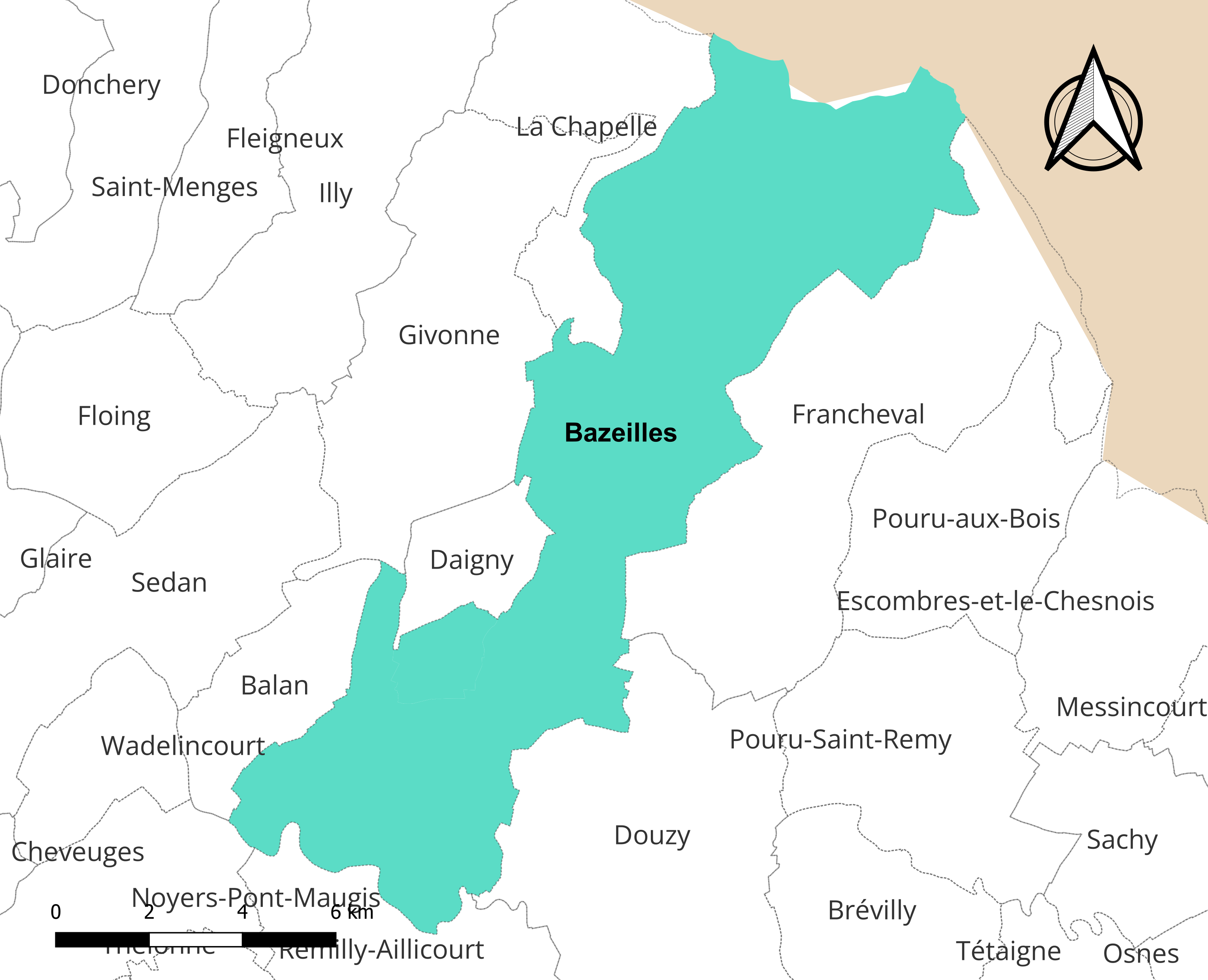
De gemeente sinds 2024

## Geografie
De oppervlakte van Bazeilles bedraagt 37,44 vierkante kilometer; Op 1 januari 2022 was de bevolkingsdichtheid 65,7 inwoners per km².

De onderstaande kaart toont de ligging van Bazeilles met de belangrijkste infrastructuur en aangrenzende gemeenten.

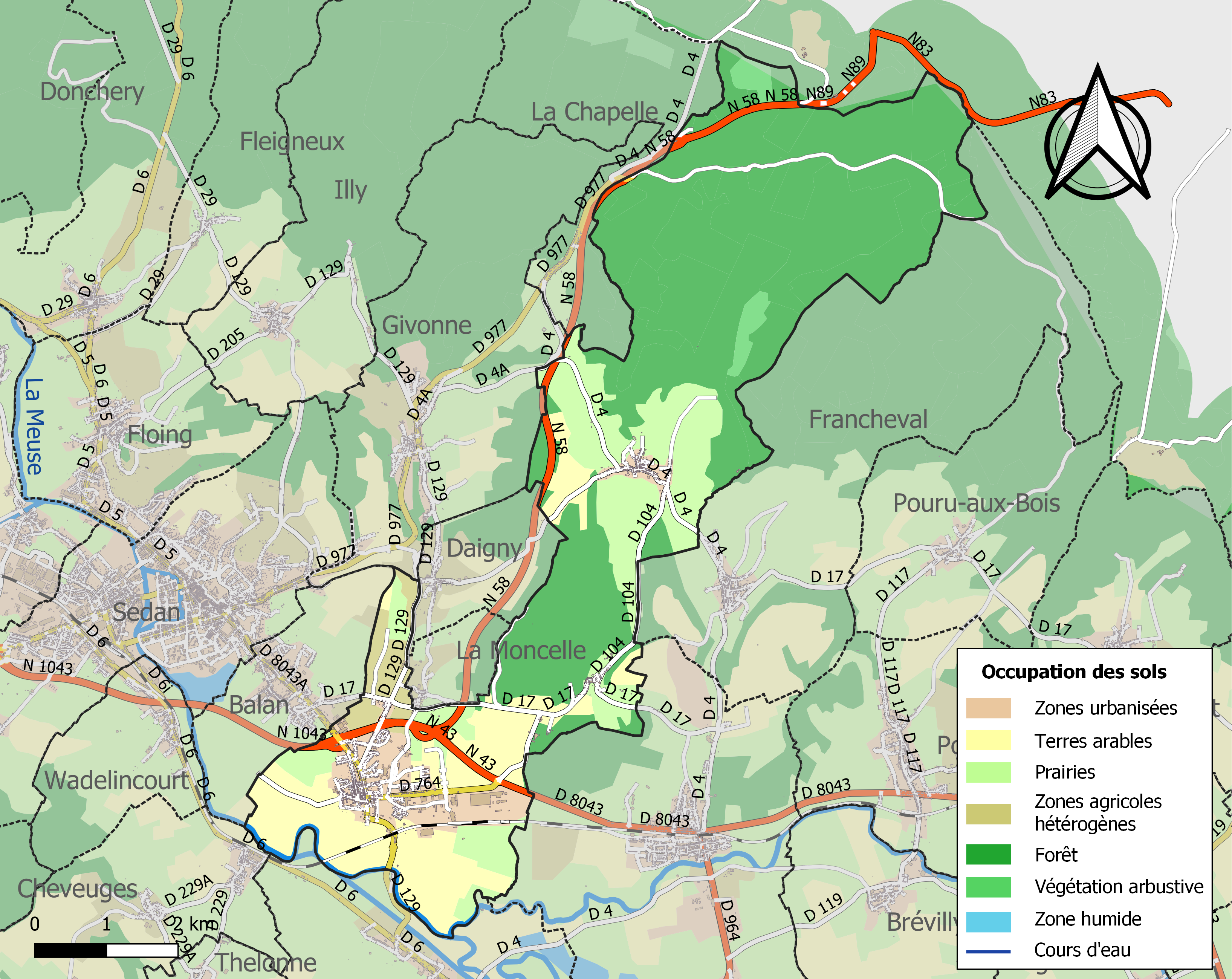

## Demografie
Onderstaande figuur toont het verloop van het inwonertal.
Vanwege een beveiligingsprobleem met de MediaWiki Graph-software is het momenteel niet mogelijk deze grafiek weer te geven. Zodra de software is bijgewerkt zal de grafiek vanzelf weer zichtbaar worden.